# أولاد سالم (الدريوش)
أولاد سالم هي إحدى مشيخات المملكة المغربية، تتبع جغرافيا لإقليم الدريوش وإداريًا لالدريوش. يقدر عدد سكانها بـ 18820 نسمة حسب الإحصاء الرسمي للسكان والسكنى لسنة 2004.